# کیوتارو یاماکوشی
کیوتارو یاماکوشی (انگلیسی: Kyotaro Yamakoshi؛ زادهٔ ۱۸ مارس ۱۹۹۱) بازیکن فوتبال اهل ژاپن است.
از باشگاه‌هایی که در آن بازی کرده‌است می‌توان به باشگاه فوتبال کاوازاکی فرونتال اشاره کرد.